# Haifa
Haifa (héberül: חיפה Heifá arabul: حَيْفَا  Hajfá)
Észak-Izrael legnagyobb városa és az ország harmadik legnagyobb városa. 
Kikötőváros, a Földközi-tenger partján fekszik a Haifai-öbölben,
kb 90 km-re északra Tel-Aviv városától.
A város dimbes-dombos, mivel a Kármel-hegyen és annak lábánál épült; fontos ipari központ is. Izrael legbékésebb városa; keresztények, muszlimok és zsidók között ritka az összetűzés.

## Éghajlata
| Hónap                                 | Jan. | Feb. | Már. | Ápr. | Máj. | Jún. | Júl. | Aug. | Szep. | Okt. | Nov. | Dec. | Év   |
| ------------------------------------- | ---- | ---- | ---- | ---- | ---- | ---- | ---- | ---- | ----- | ---- | ---- | ---- | ---- |
| Rekord max. hőmérséklet (°C)          | 23,6 | 26,2 | 32,9 | 36,6 | 39,0 | 38,9 | 36,6 | 34,9 | 38,9  | 36,3 | 30,0 | 28,3 | 39,0 |
| Átlagos max. hőmérséklet (°C)         | 13,3 | 14,2 | 16,8 | 20,2 | 23,3 | 25,1 | 26,5 | 26,9 | 26,2  | 24,2 | 19,9 | 15,5 | 21,0 |
| Átlagos min. hőmérséklet (°C)         | 8,6  | 8,9  | 10,7 | 12,9 | 16,1 | 18,8 | 20,8 | 21,5 | 20,6  | 18,4 | 14,6 | 10,7 | 15,3 |
| Rekord min. hőmérséklet (°C)          | −0,3 | 1,3  | 1,0  | 4,2  | 10,1 | 11,5 | 16,7 | 18,1 | 15,9  | 8,8  | 5,1  | 2,5  | −0,3 |
| Átl. csapadékmennyiség (mm)           | 166  | 128  | 71   | 21   | 5    | 0    | 0    | 0    | 2     | 36   | 93   | 161  | 683  |
| Forrás: Israel Meteorological Service |      |      |      |      |      |      |      |      |       |      |      |      |      |

## Népesség

### Népességének változása
| Lakosok száma | 98 618 | 161 400 | 200 800 | 218 700 | 230 000 | 223 200 | 259 535 | 269 400 | 272 200 | 284 560 |
|               | 1948   | 1956    | 1964    | 1972    | 1980    | 1987    | 1995    | 2003    | 2012    | 2023    |

## Története

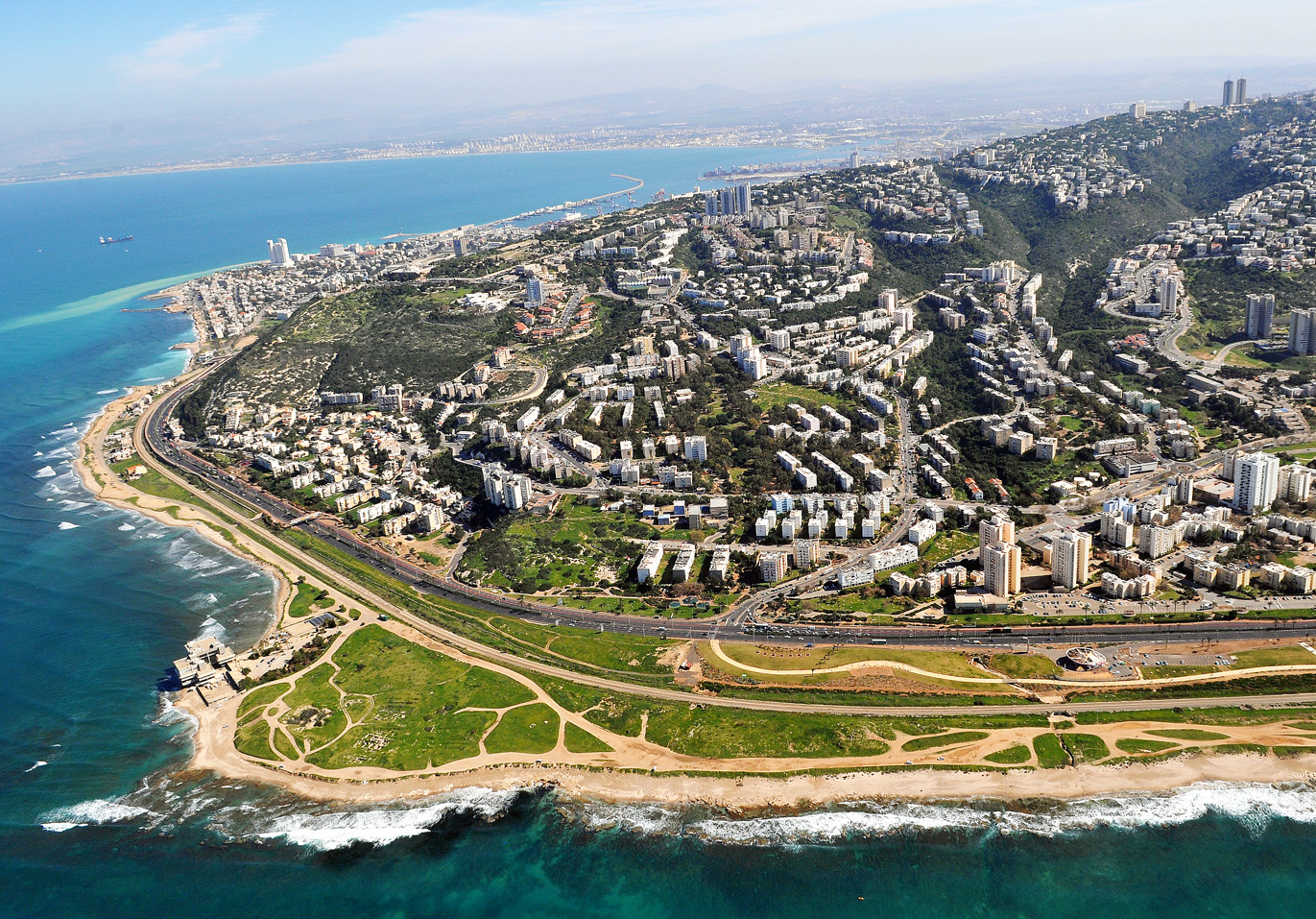
Haifa a Kármel-hegy lábánál

Mai ismereteink szerint Haifát, illetve a Kármel-hegyet már említik a perzsa, majd görög birodalom történettudósai, az arab, a héber, a muszlim és a keresztény szent könyvek is. Ebből következően alapítása az ókorban történt. Ókori neve biztosan nem ismeretes. Része volt a Mezopotámiai, majd a Szeleukida birodalomnak. Az ókori birodalmak összeomlása után a korai középkorban a szaracénok ellen vívott keresztes háborúk is érintették a várost.

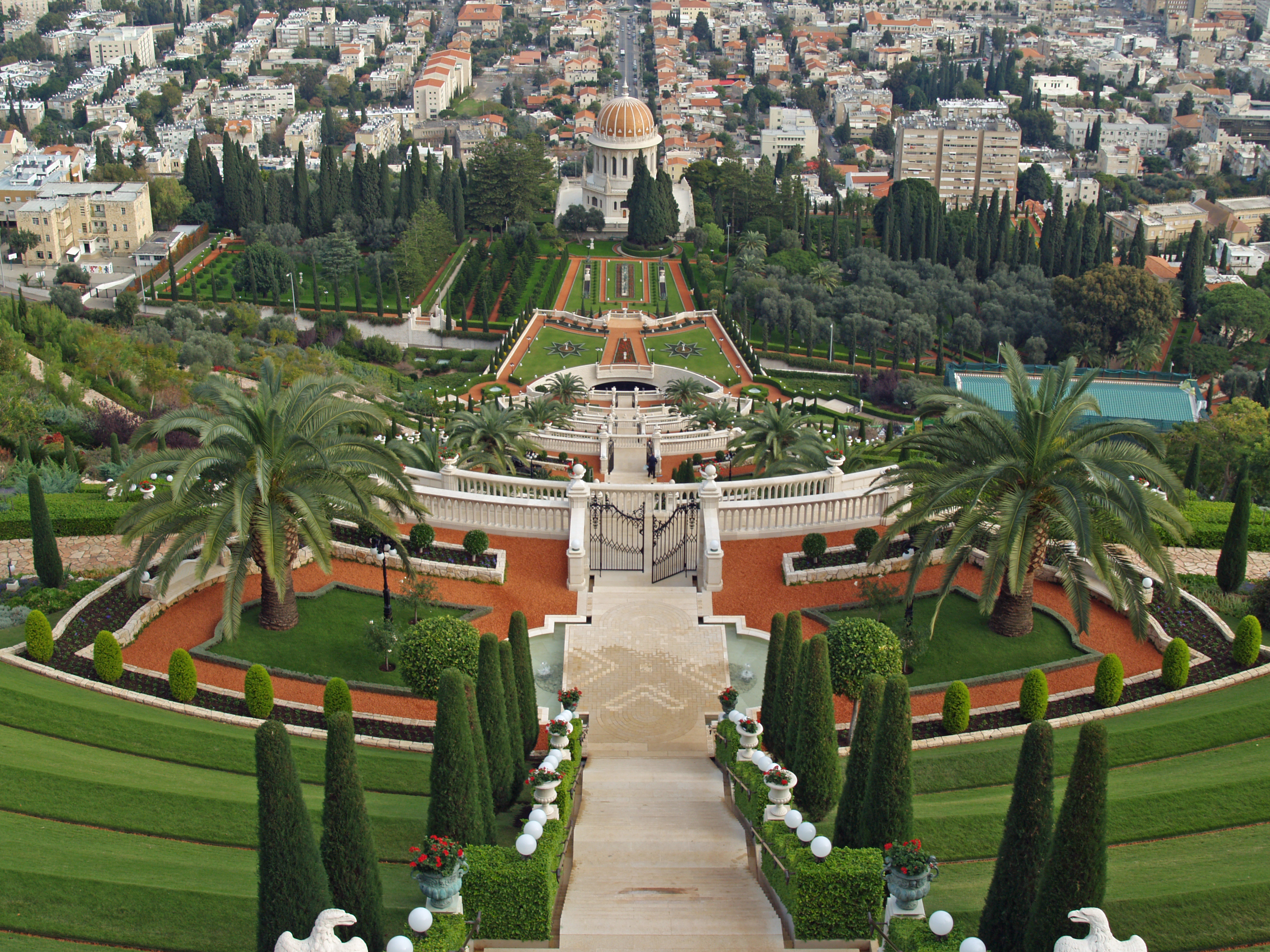
A bahái kert, középen az aranykupolás Báb sírszentélye

Jelentősebb történelmi évszámok Haifa történelmében:
- 1096-1270-ig a hét keresztes háború;
- 1914-1918 az első világháború a palesztinai mandátumon átmenő Hidzsáz-vasút leágazó vonala és kikötői mivolta révén ellátási vonal;
- 1918 Haifa ostroma
- 1920-1948 a palesztinai mandátum része;
- 1948-1982 arab-izraeli háborúk részese, és Izrael állam része.

## Nevezetességek
- Haifa egyik nevezetessége a Kármel-hegy, amelynek nevét ma is őrzik a karmeliták. A hegyen található a Karmelita Kolostor és Illés barlangja.
- A bahái kert, mely Izrael leglátogatottabb botanikus kertje a Bahái Világközpont területén.[5][6]
- A német protestáns templomos mozgalom (nem tévesztendő össze a középkori, azonos nevű lovagrenddel) piros cseréptetős városnegyede. A Ben Gurion út mentén elterülő kávéházak, éttermek és butikok a város szórakozónegyedének központja.
- Raoul Wallenberg dolgozott Haifában egy holland érdekeltségű banknál.

## Közlekedés
Számos buszvonal mellett, a haifai Carmelit jelenti a közösségi közlekedést.

## Testvérvárosok
| - Marrákes, Marokkó - Portsmouth, Egyesült Királyság - Hackney, London, Egyesült Királyság - Newcastle, Egyesült Királyság - Marseille, Franciaország - Antwerpen, Belgium - Aalborg, Dánia - Bréma, Németország - Erfurt, Németország - Düsseldorf, Németország - Mainz, Németország | - Limassol, Ciprus - Odessza, Ukrajna - Sanghaj, Kína - Boston, Massachusetts, Amerikai Egyesült Államok - Lexington, Massachusetts, Amerikai Egyesült Államok - Fort Lauderdale, Florida, Amerikai Egyesült Államok - San Francisco, Kalifornia, Amerikai Egyesült Államok - Palm Desert, Kalifornia, Amerikai Egyesült Államok - Manila, Fülöp-szigetek - Fokváros, Dél-Afrika - Rosario, Argentína |

## Könyvek
- Történelmi világatlasz, Kartográfiai Vállalat, Budapest, 1981 ISBN 963-351-696-X CM 32. oldal IIB4; 78. oldal IE4; 97. oldal IB1 és IIIC2